# ARA Libertad (Q-2)
La ARA Libertad è un fregata a tre alberi utilizzata come nave scuola dalla Marina argentina similmente all'Amerigo Vespucci della Marina italiana.
Fu varata nel 1956. Ha doppie vele superiori (cinque pennoni perpendicolari per albero che possono essere rinforzati fino a 45°) e tre alberi incrociati (trinchetto, maestra e mezzana), costruito presso il Cantiere Río Santiago per la Marina argentina. L'altezza massima dell'albero maestro è di 49,8 m e la superficie velica totale della Libertad è di circa 2 650 m², distribuita su 27 vele. Trattandosi di una nave scuola, la sua missione è completare la formazione professionale degli aspiranti guardiamarina della Marina argentina, contribuendo all'aumento delle loro conoscenze marittime e integrandoli alla vita in mare. Allo stesso modo, contribuisce alla politica estera rappresentando la Repubblica Argentina nei porti dove fa scalo, dove diffonde la realtà geografica, culturale e produttiva del suo paese.
Dalla sua consegna, la fregata ha percorso più di 800 000 miglia nautiche in tutto il mondo e ha trascorso l'equivalente di 17 anni in mare fuori dal suo ormeggio. Circa 11 000 marinai della Marina argentina sono passati attraverso i suoi ponti e sono stati formati, promuovendo relazioni navali internazionali, rafforzando legami professionali e di amicizia con le marine di altri paesi. In più di trentacinque viaggi di addestramento che ha fatto, ha visitato 60 paesi e più di 400 porti esteri.

## Galleria d'immagini

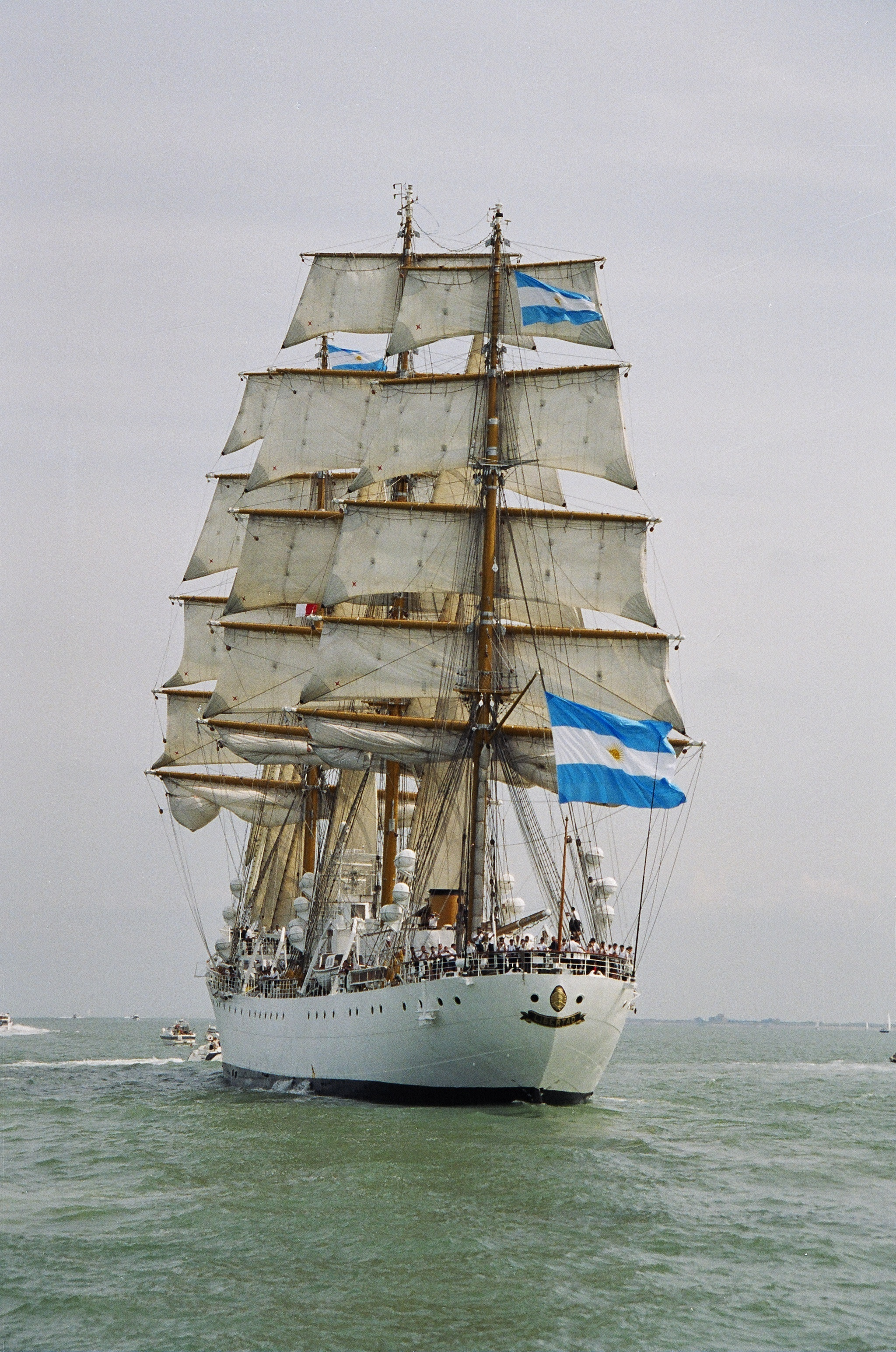
La Libertad nel 2003
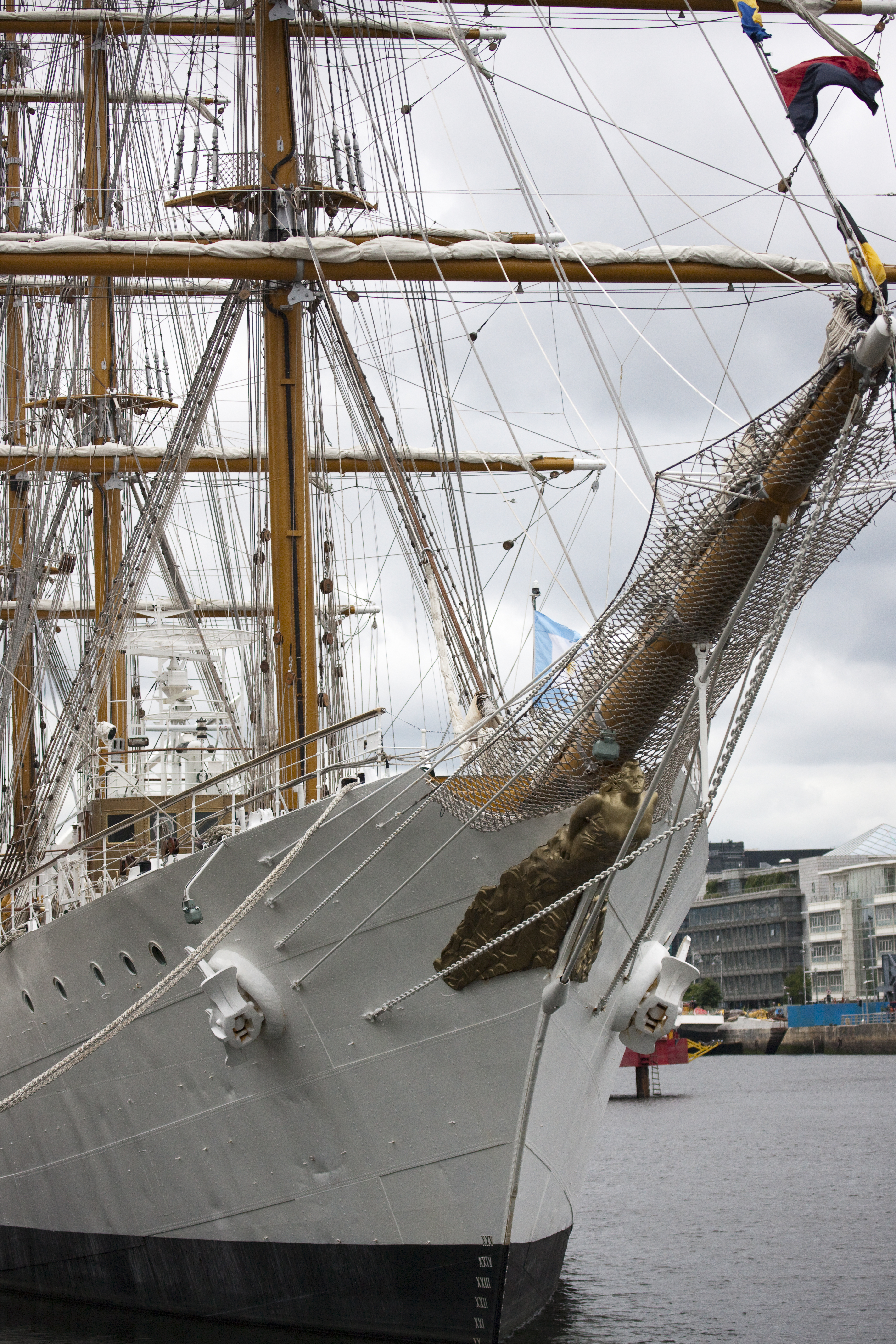
Prua della Libertad a Dublino